# Сліпий (поема Шевченка)
«Сліпий» — поема Тараса Шевченка, написана 1844 року у селі Мар'їнському.

## Написання
Зберігся чистовий автограф поеми у рукописній збірці «Три літа». Автограф датований: «16 октября 1845. С. Марьинское». Поема датується дослідниками за цим автографом: 16 жовтня 1845 року, місце написання — село Мар'їнське.
Першу редакцію поеми, під назвою «Сліпий», створено в жовтні 1845 року, під час перебування Шевченка в маєтку О. А. Лук'яновича селі Мар'їнському на Миргородщині. Первісний автограф не відомий. У квітні — червні 1846 року, перебуваючи в Києві, Шевченко переписав поему до рукописної збірки «Три літа», з виправленнями в рядках 13, 36, 38, 46, 81, 168, 203, 242, 307, 391, 402, 411, 438, 457, 510, 534, 631, 683, 709. Згодом, найімовірніше в лютому — березні 1847 року, у Лизогуб Андрій Іванович|А. І. Лизогуба в Седневі, готуючи твори до нового (нездійсненого) видання «Кобзаря», поет зробив виправлення олівцем у рядку 87. З цими виправленнями текст першої редакції поеми набув викінченого вигляду.
Після повернення із заслання, готуючи нове видання творів (роздобувши в П. О. Куліша список поеми «Сліпий»), Шевченко на початку 1859 року створив у рукопису «Поезія Т. Шевченка. Том первий» нову редакцію твору. Рукопис «Поезія Т. Шевченка. Том первий» поет не пізніше 28 квітня 1859 року подав до Петербурзького цензурного комітету. Проте Головне управління цензури 25 липня 1859 року не схвалило рукопису, обмежившись дозволом на нове видання лише раніше друкованих творів Шевченка, після чого поет передав аркуші розшитого рукопису «Поезія Т. Шевченка. Том первий» до журналу «Основа».

## Публікація
Вперше надруковано цю другу (а не першу) редакцію поеми — «Невольник» («Основа», 1861, № 4, стор. 1 — 20) — за автографом з рукопису «Поезія Т. Шевченка. Том первий» (з огляду на цензуру — з купюрами). Публікація викликала лист Л. М. Жемчужникова до редактора «Основи», який надіслав до журналу список першої редакції поеми — «Сліпий». Зробивши хибний висновок, ніби публікація поеми в журналі не повна і не має закінчення, редакція «Основи» опублікувала за списком Л. М. Жемчужникова й інше, раніше, закінчення твору (рядки 665—720). Публікація мала таку назву й примітку: «(Пропущений Т. Г. Шевченком). Епілог до „Невольника“. (Напечатаного в IV-ій книжці „Основи“ 1861 року)» («Основа», 1862, № 6, стор. 1 — 2). Помилка «Основи», яка до цілком завершеної пізнішої редакції поеми додала закінчення іншої, ранішої її редакції, довгий час лишалася не поміченою. До 1925 року поема друкувалася з подвійним закінченням.
Вперше надруковано першу редакцію поеми «Сліпий» у виданні: «Шевченко Т. Поезії. „Кобзар“ / Зредагували та примітки додали І. Я. Айзеншток та М. А. Плевако» (X.: ДВУ, 1925, стор. 153—165 (з помилковим твердженням у передмові та примітці, ніби цей текст і назва пізніші, ніж текст і назва «Невольника»)).

## Сюжет
У поемі знайшло вияв прагнення Шевченка осмислити історичну долю запорозького козацтва у другій половині XVIII століття. Епізоди з життя козацької родини подано на тлі історичних подій — зруйнування Запорозької Січі (1775), покріпачення українського селянства (1783), роздавання Катериною II українських земель, запобігання перед нею останнього гетьмана К. Розумовського (1728—1803) та козацької старшини. Поет досить довільно оперує історичним матеріалом. Так, дія поеми починається «ще за Гетьманщини святої», отже, не пізніше 1764 року, коли Гетьманщину було скасовано, а наприкінці поеми Степан згадує Слободзею, де 1792 року А. Головатий утворив кубанське військо. Таким чином, розлука Степана з Яриною тривала щонайменше 28 років. Тим часом Шевченко розтягує її лише на 5 років. Цілком довільно переносить Шевченко морські походи запорожців з XVI—XVII століть у другу половину XVIII століття, коли вони вже не відбувалися. Довільні хронологічні зміни надають специфічного характеру художньому історизму поеми. Це метод своєрідної «концентрації» історії, за допомогою якого поет для побутової картини, що охоплює невеликий проміжок часу, створює широке історичне тло, розкриває історичну основу зображуваних характерів.